# مؤشر جودة الهواء

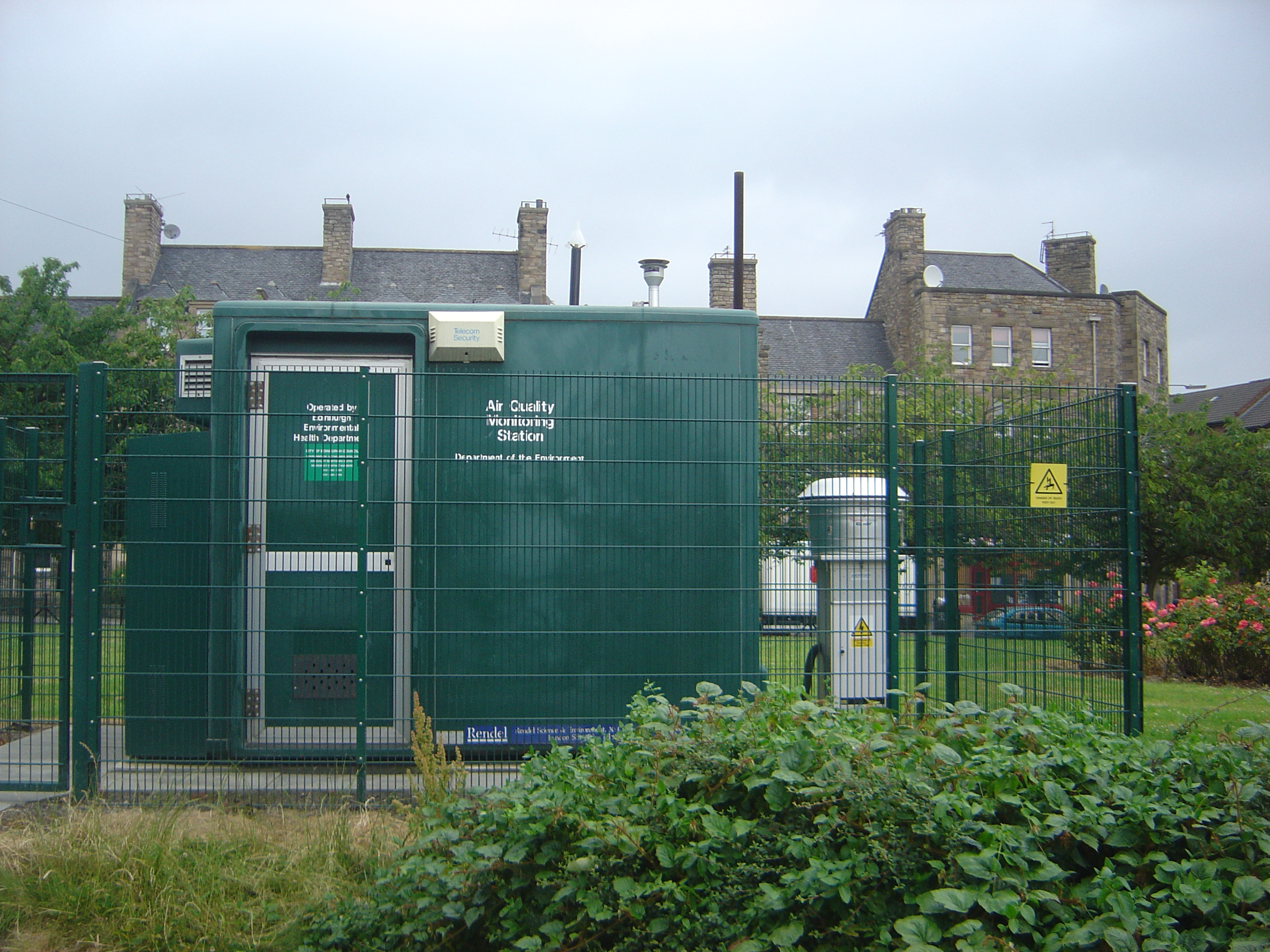
مركز قراءة مؤشر جودة الهواء في إدينبره اسكتلندا.

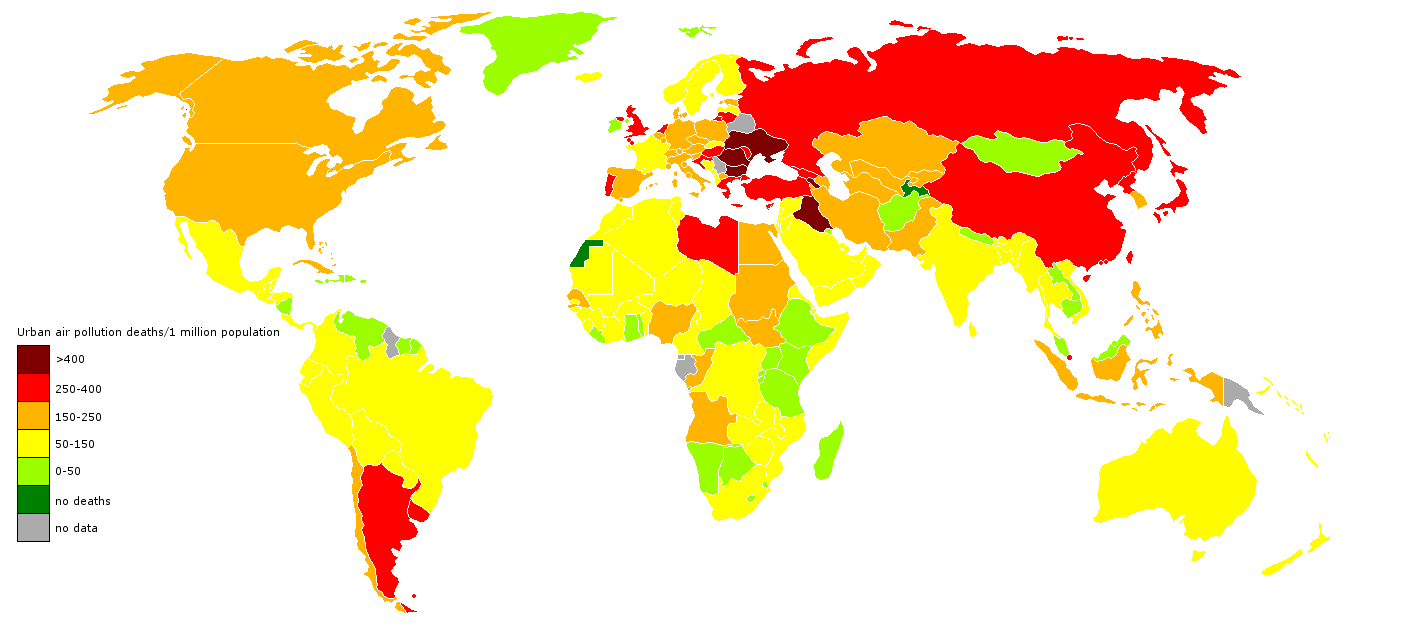
الوفيات الناجمة عن تلوث الهواء في عام 2004.

مؤشر نوعية الهواء هو مقياس للحالة الجوية بالنسبة لمتطلبات نوع واحد أو أكثر من الكائنات الحيوية أو إلى حاجة أي إنسان أو غرض ما. مؤشرات نوعية الهواء (م ن ه) أو (AQI) هي أرقام يتم استعمالها من قبل الوكالات الحكومية لتوصيف نوعية الهواء في مكان معين. كلما ارتفعت قيمة هذه المؤشرات، تناسبت على نحو متزايد من السكان من المرجح أن تشهد آثارا صحية ضارة. يتطلب وجود تركيز ملوثات في الهواء لاستعمال هذه المؤشرات في الحسابات الالكترونية من شاشة أو نموذج. الدالة التي تستخدم لتحويل تركيز الملوثات في الهواء مع (م ن ه)تتغير بتغير الملوث، وهي مختلفة من بلد لآخر. وتقسم قيم مؤشر جودة الهواء في نطاقات، ويتم تعيين كل مجموعة بوصف ولون يرمز لها.
تستخدم المؤسسات الحكومية مؤشر نوعية الهواء (إيه كيو آي) للتواصل مع العامة حول مقدار تلوث الهواء الحاصل في الوقت الحالي أو للتنبؤ بهذا المقدار. تزداد مخاطر الصحة العامة مع ارتفاع قيمة مؤشر نوعية الهواء، إذ يمتلك كل بلد مؤشرات جودة هواء خاصة به تتوافق مع مُختلف المعايير الوطنية لنوعية الهواء. بما في ذلك، مؤشر الصحة ونوعية الهواء (كندا)، ومؤشر تلوث الهواء (ماليزيا)، ومؤشر معايير التلوث (سنغافورة).

## الحساب

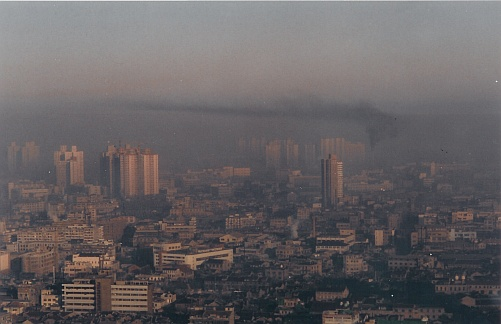
يعدّ الضبخان مثال عن مؤشر جودة عواء غير صحي.

يتطلب حساب قيمة مؤشر تلوث الهواء قياس متوسط تركيز ملوثات الهواء خلال فترة محددة، والذي يُحصل عليه من خلال الرصد البيئي أو نموذج الانتشار الجوي. يُعبّر بارامترين التركيز والزمن مُجتمعَين عن العلاقة بين جرعة مُلوّث الهواء والاستجابة له، وتُحدد الآثار الصحية المقابلة لجرعة معينة من الملوث، من خلال البحوث الوبائية. تختلف فاعلية ملوثات الهواء، والطريقة المُستخدمة لتحويل قيم تراكيز الملوثات إلى قيمة مؤشر نوعية الهواء، بحسب نوع الملوث. تُجمع قيم مؤشر نوعية الهواء عادةً في نطاقات مختلفة، إذ يُربط كل مجال من مجالات قيم الملوث بوصف معين، ورمز لوني، ومشورة موحدة في مجال الصحة العامة.
يمكن أن ترتفع قيمة مؤشر نوعية الهواء نتيجةً لزيادة انبعاث ملوثات الهواء (على سبيل المثال، أثناء حركة المرور في ساعة الذروة أو عندما ينشب حريق معاكس لاتجاه الريح) أو بسبب حدوث نقص في تراكيز ملوثات الهواء. يسمح ركود الهواء، الذي يحدث غالبًا بسبب إعصار أو انقلاب حراري أو انخفاض سرعات الرياح، ببقاء الملوثات في منطقة محلية، الأمر الذي يؤدي إلى ارتفاع تراكيز الملوثات، وحصول تفاعلات كيميائية بين الملوثات الهوائية، وتشكُّل الغبش.
قد تقوم وكالة أو منظمة للصحة العامة بعدة أمور في حال توقع ارتفاع قيمة مؤشر تلوث الهواء نتيجة التلوث بالدقائقيات المعلقة:
- نصيحة فئات المجتمع الحساسة للتلوث، مثل كبار السن والأطفال، الذين يعانون من مشاكل في الجهاز التنفسي أو القلب أو الأوعية الدموية، بتجنب بذل الجهد في الهواء الطلق.[4]
- إعلان «يوم الأوزون» لتشجيع التدابير الطوعية التي تحد من انبعاث ملوثات الهواء، مثل استخدام وسائل النقل العام.[5]
- التوصية باستخدام الأقنعة لمنع الدقائقيات المعلقة من دخول الرئتين.[6]

يمكن للوكالات اللجوء لخطط الطوارئ التي تسمح لهم بطلب الحد من الملوثات المنبعثة عن مصادر رئيسية (مثل صناعات حرق الفحم الحجري)، وذلك خلال فترة انخفاض نوعية الهواء، مثل نوبة التلوث الهوائي التي يشير فيها مؤشر تلوث الهواء إلى أن التعرض الحاد لهذه الملوثات قد يسبب ضررًا كبيرًا في الصحة العامة، وذلك حتى تستقر حالة التلوث الخطرة.
معظم ملوثات الهواء لا تحتوي على مؤشر نوعية الهواء (إيه كيو آي). تُراقب العديد من الدول نسب الأوزون، والجسيمات المعلقة، وثنائي أوكسيد الكبريت، وأحادي أكسيد الكربون، وثنائي أكسيد النتروجين، على المستويات الأرضية، بل وتحسب مؤشرات نوعية الهواء لهذه الملوثات.
يعكس تعريف مؤشر نوعية الهواء في دولة معينة الخطاب الدائر حول تطوير المعايير الوطنية لجودة الهواء في تلك الدولة. سمحت شبكة الويب للجهات الحكومية بتقديم بيانات مراقبة الهواء في أي مكان بالعالم أثناء عملية القياس، وذلك باستخدام تعريف مشترك لمؤشر نوعية الهواء وجعله مُتاحًا في الآونة الأخيرة.

## المؤشرات تبعًا للموقع

### كندا
أُبلغ عن نوعية الهواء في كندا لسنوات عديدة باستخدام مؤشرات نوعية الهواء المحلية (إيه كيو آي)، إذ تعكس قيم مؤشر نوعية الهواء بشكل ملحوظ أهداف إدارة جودة الهواء، والتي تستند إلى تحقيق أدنى معدل انبعاثات يمكن تحقيقه، بدلًا من الاهتمام بصحة الإنسان بشكل مباشر.
مؤشر الصحة ونوعية الهواء أو (إيه كيو أتش آي)، وهو مقياس مُصَمم للمساعدة في فهم تأثير نوعية الهواء على الصحة، فهو أداة لحماية الصحة تُستخدم في اتخاذ القرارات بهدف تقليل التعرض القصير المدى لتلوث الهواء، وذلك عن طريق ضبط مستويات النشاط أثناء ارتفاع مستويات تلوث الهواء، بل ويقدم مؤشر نوعية الهواء أيضًا مشورة حول كيفية تحسين نوعية الهواء من خلال اقتراح تغيير في السلوك المتبع لتخفيف الأثر البيئي.
يولي هذا المؤشر اهتمامًا خاصًا للأشخاص الذين يمتلكون حساسية لتلوث الهواء، إذ يقدم لهم المشورة حول كيفية حماية صحتهم أثناء فترات تغير مستويات نوعية الهواء المرتبطة بالمخاطر الصحية المنخفضة والمتوسطة والمرتفعة والعالية جدًا.
تتراوح قيم مؤشر نوعية الهواء من 1 وحتى 10، وتشير هذه الأرقام إلى مستوى المخاطر الصحية المرتبطة بنوعية الهواء المحلية، ويتجاوز هذا الرقم العشرة في بعض الأحيان عندما يكون معدل تلوث الهواء مرتفعًا بشكل غير طبيعي.
يوفر مؤشر الصحة ونوعية الهواء قيمة نوعية الهواء عند القياس، بالإضافة إلى أقصى قيم نوعية الهواء المحلية المتوقعة لهذا اليوم، والليلة، واليوم التالي، بل ويقدم المشورة الصحية المتعلقة بهذا الرقم.
| المخاطر الصحية | مؤشر الصحة ونوعية الهواء | التوصيات الصحية                                                                                           | التوصيات الصحية                                                                                          |
|                |                          | السكان المعرضين للخطر                                                                                     | *عامة السكان                                                                                             |
| منخفضة         | 1–3                      | استمتع بالأنشطة الخارجية المعتادة                                                                         | جودة هواء مثالية للأنشطة الخارجية                                                                        |
| متوسطة         | 4–6                      | فكر في تقليل أو إعادة جدولة الأنشطة المجهدة في الهواء الطلق، إذا كنت تعاني من أعراض التلوث.               | لا حاجة لتعديل أنشطتك الخارجية المعتادة ما لم تواجه أعراضًا مثل السعال وتهيج الحلق.                       |
| مرتفعة         | 7–10                     | قلل أو أعد جدولة الأنشطة المجهدة في الهواء الطلق. يجب أن يبتعد الأطفال والمسنين عن الإجهاد.               | فكر في تقليل أو إعادة جدولة الأنشطة الشاقة في الهواء الطلق إذا واجهت أعراضًا مثل السعال وتهيج الحلق.      |
| مرتفعة جدًا     | أكثر من 10               | تجنب الأنشطة الشاقة في الهواء الطلق. يجب على الأطفال وكبار السن أيضًا تجنب المجهود البدني في الهواء الطلق. | تقليل أو إعادة جدولة الأنشطة الشاقة في الهواء الطلق، خاصة إذا كنت تعاني من أعراض مثل السعال وتهيج الحلق. |

### هونغ كونغ
استبدلت هونغ كونغ في 30 ديسمبر عام 2013 بمؤشر تلوث الهواء مؤشرًا جديدًا يُسمى مؤشر الصحة ونوعية الهواء، إذ يُقاس هذا المؤشر، الذي أبلغت عنه إدارة حماية البيئة، وفق مقياس يتراوح من 1 وحتى 10، ويشمل أربعة ملوثات للهواء: نسب الأوزون، وثنائي أكسيد النتروجين، وثنائي أوكسيد الكبريت، والجسيمات المعلقة (بما في ذلك PM10 وPM2.5). تُحتسب قيمة مؤشر الصحة ونوعية الهواء (إيه كيو أتش آي) في أي ساعة كانت، من مجموع النسبة المئوية للمخاطر الزائدة لحالات دخول المستشفى اليومية، والتي تُعزى إلى متوسط تركيز هذه الملوثات الأربعة لمدة ثلاث ساعات. تُجمع قيم المؤشر في خمس فئات من المخاطر الصحية، مع المشورة الصحية المُقدمة:
| فئة المخاطر الصحية | مؤشر جودة الهواء |
| ------------------ | ---------------- |
| منخفضة             | 1                |
| منخفضة             | 2                |
| منخفضة             | 3                |
| متوسطة             | 4                |
| متوسطة             | 5                |
| متوسطة             | 6                |
| مرتفعة             | 7                |
| مرتفعة جدًا         | 8                |
| مرتفعة جدًا         | 9                |
| مرتفعة جدًا         | 10               |
| خطرة               | 10+              |

تمتلك كل فئة من فئات المخاطر الصحية مشورة خاصة بها. يُنصح العامة بمواصلة أنشطتهم في المستويات المنخفضة والمتوسطة، ويُنصح الأطفال وكبار السن والأشخاص الذين يُعانون من أمراض القلب أو الجهاز التنفسي بالحد من الجهد البدني في الهواء الطلق في المستويات المرتفعة. ويُنصح العامة أيضًا بتقليل أو تجنب المجهود البدني في الهواء الطلق في المستويات العالية جدًا والخطيرة.